# Lytta fulvipennis
Lytta fulvipennis es una especie de coleóptero de la familia Meloidae.

## Distribución geográfica
Habita en (Estados Unidos).